# Alan Franco
Alan Javier Franco (Avellaneda, 11 oktober 1996) is een Argentijns voetballer die doorgaans als centrale verdediger speelt. Hij stroomde in 2017 door vanuit de jeugd van Independiente. In 2018 debuteerde Franco voor Argentinië.

## Clubcarrière
Franco is afkomstig uit de jeugdopleiding van Independiente. Op 18 maart 2017 debuteerde hij in de Argentijnse Primera División tegen San Martín San Juan. In zijn debuutseizoen speelde Franco veertien competitieduels. In april 2018 werd zijn contract verlengd tot medio 2022.

## Interlandcarrière
Op 8 september 2018 debuteerde Franco in het shirt van Argentinië in de vriendschappelijke interland tegen Guatemala.